# Caya Afrania
Caya o Gaia Afrania, también conocida como Carfania, (siglo I a. C. - 48 a. C.) fue una abogada y oradora romana. Perteneciente a la gens Afrania, una familia de origen plebeyo. Se casó con el senador Licinio Buccio. Destacó como la primera mujer en dedicarse a la defensa de intereses ajenos, defendiéndose sin abogado frente al pretor. Su carácter combativo y litigioso rompiendo con las ideas que se esperaban de su sexo, motivó la Lex Afrania que supuso la prohibición a las mujeres del ejercicio de la abogacía hasta el siglo XX d. C.

## Biografía
El nombre de Carfania " C. Afrania " puede deberse a un error en la transcripción de la abreviatura romana habitual de Caia Afrania. Ella provenía de la gens Afrania la cual era una familia de origen plebeyo que ya había tenido numerosos retóricos.  Se cree que pudo ser hermana del cónsul Lucio Afranio. Estuvo casada con Licinio Bucco, quién fue senador durante la época de Sila. Fue una matrona de alto estatus socioeconómico. Moriría en el año 48 a. C. a una edad desconocida.

## En la cultura popular
Caya Afrania está presente como un personaje secundario en el Assassin's Creed Origins,un videojuego de acción-aventura y RPG de la saga de Assassins Creed.